# Bhogawati, Manvi
Bhogawati là một làng thuộc tehsil Manvi, huyện Raichur, bang Karnataka, Ấn Độ.